# Nkalinzi
Nkalinzi (auch Kalinzi) ist eine Ortschaft im Distrikt Kigoma in der Region Kigoma in Tansania. Nkalinzi liegt auf 1811 Metern über Meer, 24 Kilometer von der burundischen Grenze entfernt und rund 40 Kilometer nördlich der Regionshauptstadt Kigoma.
Innerhalb der Siedlung leben 5.680 Menschen, im größeren Umkreis bis zu 35.000. In Nkalinzi liegt der größte Markt der Region. Die Menschen verkaufen hier vor allem Cassava, Bohnen, Tomaten, Mais und Kochbananen, von deren Anbau sie leben. Viele Bewohner arbeiten auch im Kaffeeanbau. 

## Söhne und Töchter der Stadt
Nkalinzi ist der Geburtsort des deutschen Schriftstellers Hermann Schulz.
Koordinaten: 4° 36′ S, 29° 44′ O